# Associazione Calcio Savoia 1908 1999-2000
Questa voce raccoglie le informazioni riguardanti l'Associazione Calcio Savoia 1908 nelle competizioni ufficiali della stagione 1999-2000.

## Stagione
La stagione 1999-2000 fu la 78ª stagione sportiva del Savoia.

## Divise e sponsor
| Casa | Trasferta |

## Organigramma societario
Area direttiva
- Presidente: Mario Moxedano
- Amministratore delegato: Salvatore Moxedano
- Direttore Generale: Francesco Maglione

Area organizzativa
- Segretario generale: Giuseppe Iodice

Area tecnica
- Direttore sportivo: Pietro Leonardi
- Allenatore: Osvaldo Jaconi (fino al 5 dicembre 1999), poi Franco Varrella (fino al 28 maggio 2000), poi Gaetano Manzi

Area sanitaria
- Medico sociale: Renato Cipolletta
- Massaggiatori: Giovanni Oliva e Luigi Di Palma

## Rosa

Il neoacquisto Mauro Briano

| N. |                   | Ruolo | Calciatore                     |
| -- | ----------------- | ----- | ------------------------------ |
| 1  | Italia (bandiera) | P     | Giacomo Mazzi                  |
| 2  | Italia (bandiera) | D     | Fabio Bonadei                  |
| 2  | Italia (bandiera) | D     | Giuseppe Guadagno              |
| 3  | Italia (bandiera) | D     | Alberto Nocerino               |
| 4  | Italia (bandiera) | D     | Sandro Porchia                 |
| 5  | Italia (bandiera) | D     | Paolo Siroti                   |
| 5  | Italia (bandiera) | C     | Maurizio Poli                  |
| 6  | Italia (bandiera) | C     | Marco Caputi                   |
| 7  | Italia (bandiera) | C     | Salvatore Ambrosino            |
| 7  | Italia (bandiera) | A     | Tonino Martino                 |
| 8  | Italia (bandiera) | C     | Aldo Monza                     |
| 8  | Italia (bandiera) | C     | Paolo Ponzo                    |
| 9  | Italia (bandiera) | A     | Gianni Califano                |
| 9  | Italia (bandiera) | A     | Cristian Biancone              |
| 10 | Italia (bandiera) | C     | Lorenzo Battaglia              |
| 10 | Italia (bandiera) | C     | Ivan Tisci                     |
| 11 | Italia (bandiera) | A     | Stefano Ghirardello (capitano) |
| 12 | Italia (bandiera) | P     | Michele Tambellini             |
| 13 | Italia (bandiera) | D     | Vincenzo Migliaccio            |
| 13 | Italia (bandiera) | C     | Giammarco Frezza               |
| 14 | Italia (bandiera) | D     | Paolo Aruta                    |

| N. |                         | Ruolo | Calciatore           |
| -- | ----------------------- | ----- | -------------------- |
| 15 | Italia (bandiera)       | C     | Giulio Migliaccio    |
| 16 | Italia (bandiera)       | C     | Daniele De Vezze     |
| 17 | RD del Congo (bandiera) | A     | Christian Kanyengele |
| 18 | Italia (bandiera)       | A     | Mario Lemme          |
| 18 | Italia (bandiera)       | A     | Renato Greco         |
| 19 | Italia (bandiera)       | A     | Salvatore Montaperto |
| 19 | Francia (bandiera)      | D     | Arnauld Mercier      |
| 20 | Italia (bandiera)       | C     | Mauro Briano         |
| 21 | Italia (bandiera)       | D     | Angelo Tasca         |
| 21 | Italia (bandiera)       | P     | Fabio Finucci        |
| 22 | Italia (bandiera)       | P     | Benedetto Maresca    |
| 23 | Italia (bandiera)       | C     | Giuseppe Ferazzoli   |
| 23 | Italia (bandiera)       | C     | Renzo Tasso          |
| 24 | Italia (bandiera)       | D     | Stefano Fanucci      |
| 25 | Italia (bandiera)       | D     | Giuseppe Di Bari     |
| 26 | Italia (bandiera)       | C     | Vito Lasalandra      |
| 27 | Italia (bandiera)       | D     | Gabriele Grossi      |
| 28 | Italia (bandiera)       | D     | Diego Pellegrini     |
| 29 | Italia (bandiera)       | D     | Fabio Vastarella     |
| 30 | Italia (bandiera)       | C     | Alessio Pirri        |
| 31 | Italia (bandiera)       | A     | Nicola Panico        |

## Calciomercato

### Sessione estiva
| Acquisti | Acquisti            | Acquisti  | Acquisti   |
| R.       | Nome                | da        | Modalità   |
| -------- | ------------------- | --------- | ---------- |
| C        | Mauro Briano        | Reggina   | definitivo |
| C        | Marco Caputi        | Modena    | definitivo |
| C        | Daniele De Vezze    | Roma      | prestito   |
| D        | Giuseppe Di Bari    | Treviso   | definitivo |
| D        | Stefano Fanucci     | Teramo    | definitivo |
| C        | Giammarco Frezza    | Treviso   | definitivo |
| A        | Stefano Ghirardello | Cremonese | definitivo |
| A        | Renato Greco        | Lecce     | definitivo |
| D        | Gabriele Grossi     | Perugia   | definitivo |
| C        | Vito Lasalandra     | Udinese   | prestito   |
| P        | Giacomo Mazzi       | Empoli    | definitivo |
| D        | Diego Pellegrini    | Perugia   | definitivo |
| C        | Ivan Tisci          | Pescara   | definitivo |

| Cessioni | Cessioni             | Cessioni  | Cessioni   |
| R.       | Nome                 | a         | Modalità   |
| -------- | -------------------- | --------- | ---------- |
| C        | Lorenzo Battaglia    | Viterbese | definitivo |
| A        | Gianni Califano      | Viterbese | definitivo |
| C        | Giuseppe Ferazzoli   | Giugliano |            |
| C        | Giulio Migliaccio    | Puteolana | prestito   |
| D        | Vincenzo Migliaccio  | Puteolana |            |
| A        | Salvatore Montaperto | Giugliano |            |

### Sessione invernale
| Acquisti | Acquisti          | Acquisti       | Acquisti      |
| R.       | Nome              | da             | Modalità      |
| -------- | ----------------- | -------------- | ------------- |
| A        | Cristian Biancone | Vicenza        |               |
| P        | Fabio Finucci     | Imolese        |               |
| D        | Giuseppe Guadagno |                | definitivo    |
| D        | Tonino Martino    | Reggina        | definitivo    |
| D        | Arnauld Mercier   | Reggina        |               |
| C        | Giulio Migliaccio | Puteolana      | fine prestito |
| A        | Nicola Panico     |                |               |
| C        | Alessio Pirri     | Genoa          | definitivo    |
| C        | Maurizio Poli     | Reggina        | definitivo    |
| C        | Paolo Ponzo       | Reggiana       | definitivo    |
| C        | Renzo Tasso       | Fidelis Andria | definitivo    |

| Cessioni | Cessioni            | Cessioni   | Cessioni   |
| R.       | Nome                | a          | Modalità   |
| -------- | ------------------- | ---------- | ---------- |
| C        | Salvatore Ambrosino | Nocerina   | definitivo |
| D        | Fabio Bonadei       | Arezzo     | definitivo |
| C        | Marco Caputi        | Giulianova | definitivo |
| A        | Mario Lemme         | Modena     | definitivo |
| C        | Aldo Monza          | Nocerina   | definitivo |
| D        | Paolo Siroti        | Nocerina   | definitivo |

## Risultati

### Serie B

#### Girone di andata
| Arbitro: | Ayroldi (Molfetta) |

|               |           |                 |
| Bonazzoli 84’ | Marcatori | 17’ Ghirardello |

| Arbitro: | Nucini (Bergamo) |

|                        |           |  |
| Ghirardello 12’ (rig.) | Marcatori |  |

| Arbitro: | Zaltron (Bassano del Grappa) |

|                          |           |                 |
| Bonaldi 50’ Bellotto 65’ | Marcatori | 51’ Ghirardello |

| Arbitro: | Strazzera (Trapani) |

|                 |           |  |
| Ghirardello 70’ | Marcatori |  |

| Arbitro: | Cesari (Genova) |

|                                     |           |  |
| Bertarelli 6’, 10’, 53’ Murgita 85’ | Marcatori |  |

| Arbitro: | Gabriele (Frosinone) |

|                             |           |                |
| Ghirardello 44’, 65’ (rig.) | Marcatori | 18’, 24’ Tatti |

| Arbitro: | Serena (Bassano del Grappa) |

|                                   |           |                      |
| Marino 2’ Fanesi 37’ Di Fabio 49’ | Marcatori | 43’, 80’ Ghirardello |

| Arbitro: | Zaltron (Bassano del Grappa) |

|             |           |                   |
| Nocerino 4’ | Marcatori | 45+1’ Florijančič |

| Torre Annunziata 31 ottobre 1999, ore ? CEST 9ª giornata | Savoia             | 0 – 0 referto | Salernitana | Stadio Alfredo Giraud (6 862 spett.)\| Arbitro: \| De Santis (Tivoli) \| |
| Arbitro:                                                 | De Santis (Tivoli) |               |             |                                                                          |

| Arbitro: | Nucini (Bergamo) |

|              |           |           |
| D'Angelo 45’ | Marcatori | 12’ Lemme |

| Arbitro: | Borriello (Mantova) |

|  |           |             |
|  | Marcatori | 83’ Schwoch |

| Arbitro: | Gabriele (Frosinone) |

|                                       |           |  |
| Campolonghi 39’ Taldo 66’ (rig.), 81’ | Marcatori |  |

| Arbitro: | Pellegrino (Barcellona Pozzo di Gotto) |

|                            |           |                                      |
| Nocerino 33’ Fanucci 90+2’ | Marcatori | 26’ (aut.) Siroti 51’ (rig.) Allegri |

| Arbitro: | Pirrone (Messina) |

|           |           |  |
| Brnčić 9’ | Marcatori |  |

| Arbitro: | Castellani (Verona) |

|  |           |             |
|  | Marcatori | 45’ Miccoli |

| Arbitro: | Rossi (Ciampino) |

|                      |           |  |
| Francioso 62’ (rig.) | Marcatori |  |

| Arbitro: | Bazzoli (Merano) |

|            |           |  |
| Briano 67’ | Marcatori |  |

| Arbitro: | Serena (Bassano del Grappa) |

|                                                   |           |              |
| Doni 1’ (rig.), 40’ Porchia 44’ (aut.) Caccia 68’ | Marcatori | 64’ Biancone |

| Arbitro: | Rosetti (Torino) |

|                        |           |               |
| Ghirardello 37’ (rig.) | Marcatori | 29’ Comandini |

#### Girone di ritorno
| Arbitro: | Paparesta (Bari) |

|                       |           |                                     |
| Porchia 43’ Pirri 85’ | Marcatori | 19’ Galli 41’ Răducioiu 51’ Cerbone |

| Arbitro: | Castellani (Verona) |

|             |           |  |
| Saudati 65’ | Marcatori |  |

| Arbitro: | Branzoni (Pavia) |

|             |           |               |
| Porchia 50’ | Marcatori | 34’ Banchelli |

| Arbitro: | Strazzera (Trapani) |

|                                             |           |  |
| Bortoluzzi 26’ Toni 70’ (rig.) Beghetto 85’ | Marcatori |  |

| Arbitro: | Zaltron (Bassano del Grappa) |

|                          |           |  |
| Greco 3’ Ghirardello 30’ | Marcatori |  |

| Arbitro: | Fausti (Milano) |

|               |           |  |
| Silvestri 44’ | Marcatori |  |

| Arbitro: | Castellani (Verona) |

|                      |           |             |
| Ghirardello 35’, 38’ | Marcatori | 43’ Rachini |

| Arbitro: | Strazzera (Trapani) |

|                         |           |           |
| Campi 53’ Salvatori 63’ | Marcatori | 55’ Greco |

| Arbitro: | Pirrone (Messina) |

|               |           |                                                 |
| De Cesare 19’ | Marcatori | 21’ (rig.) Ghirardello 78’ Greco 86’ Kanyengele |

| Arbitro: | Strazzera (Trapani) |

|                       |           |                               |
| Porchia 33’ Pirri 70’ | Marcatori | 4’ Marazzina 15’ (aut.) Ponzo |

| Arbitro: | Pirrone (Messina) |

|            |           |          |
| Mora 45+2’ | Marcatori | 9’ Greco |

| Torre Annunziata 22 aprile 2000, ore ? CEST 31ª giornata | Savoia              | 0 – 0 referto | Cesena | Stadio Alfredo Giraud (5 703 spett.)\| Arbitro: \| Strazzera (Trapani) \| |
| Arbitro:                                                 | Strazzera (Trapani) |               |        |                                                                           |

| Arbitro: | Branzoni (Pavia) |

|                                    |           |                |
| Rossi 7’ Zanini 17’, 82’ Gelsi 52’ | Marcatori | 79’ Kanyengele |

| Arbitro: | Nucini (Bergamo) |

|                |           |                                   |
| Kanyengele 31’ | Marcatori | 30’ Brnčić 88’ (rig.) Lantignotti |

| Arbitro: | Ayroldi (Molfetta) |

|                                       |           |                        |
| Borgobello 6’ Miccoli 47’, 66’ (rig.) | Marcatori | 69’ (rig.) Ghirardello |

| Arbitro: | Zaltron (Bassano del Grappa) |

|  |           |                   |
|  | Marcatori | 2’, 39’ Francioso |

| Arbitro: | Strazzera (Trapani) |

|                           |           |           |
| Flachi 11’ Vergassola 60’ | Marcatori | 73’ Tisci |

| Arbitro: | Saccani (Mantova) |

|                        |           |                     |
| Ghirardello 90’ (rig.) | Marcatori | 44’ Caccia 84’ Doni |

| Arbitro: | Soffritti (Ferrara) |

|                                  |           |                              |
| Firmani 5’ Luiso 59’ (rig.), 87’ | Marcatori | 30’ Ghirardello 51’ Biancone |

### Coppa Italia

#### Fase a gironi
| Arbitro: | Paparesta (Bari) |

|                      |           |                             |
| Battaglia 30’ (rig.) | Marcatori | 5’, 22’ Flachi 61’ Palmieri |

| Arbitro: | Guiducci (Arezzo) |

|                 |           |  |
| Baronchelli 48’ | Marcatori |  |

| Arbitro: | De Santis (Tivoli) |

|                                     |           |                              |
| Ghirardello 36’ (rig.) Nocerino 40’ | Marcatori | 28’ Lorenzini 48’ Bombardini |

| Arbitro: | Pirrone (Messina) |

|                                        |           |                |
| Montalbano 5’ Lorenzini 31’ Lugnan 44’ | Marcatori | 87’ Kanyengele |

| Arbitro: | Cassarà (Palermo) |

|          |           |  |
| Catê 65’ | Marcatori |  |

| Arbitro: | Strazzera (Trapani) |

|                 |           |            |
| Ghirardello 77’ | Marcatori | 10’ Longhi |

## Statistiche

### Statistiche di squadra
| Competizione | Punti | In casa | In casa | In casa | In casa | In casa | In casa | In trasferta | In trasferta | In trasferta | In trasferta | In trasferta | In trasferta | Totale | Totale | Totale | Totale | Totale | Totale | DR  |
| Competizione | Punti | G       | V       | N       | P       | Gf      | Gs      | G            | V            | N            | P            | Gf           | Gs           | G      | V      | N      | P      | Gf     | Gs     | DR  |
| ------------ | ----- | ------- | ------- | ------- | ------- | ------- | ------- | ------------ | ------------ | ------------ | ------------ | ------------ | ------------ | ------ | ------ | ------ | ------ | ------ | ------ | --- |
| Serie B      | 29    | 19      | 5       | 8       | 6       | 20      | 21      | 19           | 1            | 3            | 15           | 16           | 41           | 38     | 6      | 11     | 21     | 36     | 62     | -26 |
| Coppa Italia | 2     | 3       | 0       | 2       | 1       | 4       | 6       | 3            | 0            | 0            | 3            | 1            | 5            | 6      | 0      | 2      | 4      | 5      | 11     | -6  |
| Totale       | 31    | 22      | 5       | 10      | 7       | 24      | 27      | 22           | 1            | 3            | 18           | 17           | 46           | 44     | 6      | 13     | 25     | 41     | 73     | -32 |

### Statistiche dei giocatori
| Giocatore      | Serie B  | Serie B | Coppa Italia | Coppa Italia | Totale   | Totale |
| Giocatore      | Presenze | Reti    | Presenze     | Reti         | Presenze | Reti   |
| -------------- | -------- | ------- | ------------ | ------------ | -------- | ------ |
| C. Biancone    | 14       | 2       | ?            | 0            | 14+      | 2      |
| M. Briano      | 33       | 1       | ?            | 0            | 33+      | 1      |
| D. De Vezze    | 13       | 0       | ?            | 0            | 13+      | 0      |
| G. Di Bari     | 25       | 0       | ?            | 0            | 25+      | 0      |
| S. Fanucci     | 10       | 1       | ?            | 0            | 10+      | 1      |
| F. Finucci     | 14       | -24     | ?            | ?            | 14+      | -24+   |
| G. Frezza      | 29       | 0       | ?            | ?            | 29+      | 0+     |
| S. Ghirardello | 35       | 16      | ?            | 2            | 35+      | 18     |
| R. Greco       | 18       | 4       | ?            | 0            | 18+      | 4      |
| G. Grossi      | 16       | 0       | ?            | 0            | 16+      | 0      |
| C. Kanyengele  | 19       | 3       | ?            | 1            | 19+      | 4      |
| V. Lasalandra  | 12       | 0       | ?            | 0            | 12+      | 0      |
| M. Lemme       | 15       | 1       | ?            | 0            | 15+      | 1      |
| T. Martino     | 13       | 0       | ?            | 0            | 13+      | 0      |
| G. Mazzi       | 20       | -29     | ?            | ?            | 20+      | -29+   |
| A. Mercier     | 7        | 0       | ?            | 0            | 7+       | 0      |
| A. Nocerino    | 31       | 2       | ?            | 1            | 31+      | 3      |
| D. Pellegrini  | 33       | 0       | ?            | 0            | 33+      | 0      |
| A. Pirri       | 16       | 2       | ?            | 0            | 16+      | 2      |
| M. Poli        | 7        | 0       | ?            | 0            | 7+       | 0      |
| P. Ponzo       | 15       | 0       | ?            | 0            | 15+      | 0      |
| S. Porchia     | 35       | 3       | ?            | 0            | 35+      | 3      |
| M. Tambellini  | 4        | -9      | ?            | ?            | 4+       | -9+    |
| R. Tasso       | 19       | 0       | ?            | 0            | 19+      | 0      |
| I. Tisci       | 18       | 1       | ?            | 0            | 18+      | 1      |